# Mike Banks
Michael Anthony Banks, más conocido como "Mad" Mike Banks, es un productor de techno estadounidense. Es cofundador de Underground Resistance y una figura clave de la segunda generación de detroit techno.
Mike Banks comenzó como músico de estudio tocando el bajo y la guitarra, llegando a tocar con grupos como Funkadelic/Parliament. Durante la segunda mitad de los años 1980 trabajó con el colectivo Members of the House, sacando varios sencillos. Junto con Jeff Mills formó el colectivo y sello Underground Resistance hacia finales de los 80. La mayoría de los primeros discos del grupo fueron producidos por ellos dos junto a Robert Hood. En la primera mitad de los años 1990, Mills y Hood abandonaron el proyecto de UR, quedando Banks como líder del mismo, publicando material de grupos y artistas como Drexciya y Sean Deason además de sus propias producciones.
También es cofundador y copropietario junto a Christa Robinson de Submerge desde 1992. Submerge, junto a Underground Resistance, es un sello discográfico independiente que publica y distribuye detroit techno en todo el mundo.
Mike Banks forma parte de la escena techno más comprometida política y socialmente. Sigue una estricta política underground e independiente, lo que le ha llevado a renunciar a ser fotografiado públicamente. Sus publicaciones suelen tratar elementos de crítica social y política, lo que le han hecho una figura controvertida en la escena musical de Detroit. Su música, después de la primera etapa más dura de UR, retoma la senda estilística de las producciones originarias de detroit techno, a través de lo que él mismo ha llamado "High Tech-Funk".

## Producciones
- Members Of The House - Keep Believin'  (1987)
- Members Of The House - Share This House (1988)
- Underground Resistance - Your Time Is Up , Direct Me (1990)
- X-101 - Sonic Destroyer (1991)
- Underground Resistance - Waveform EP (1991)
- Underground Resistance - Nation 2 Nation (1991)
- Members Of The House - Reach Out For The Love , These Are My People (1991)
- X-102 - Discovers The Rings Of Saturn (Tresor, 1992)
- Underground Resistance - Acid Rain II; Belgian Resistance; Kamikaze; Message To The Majors; The Seawolf; Piranha; Death Star; Happy Trax n.º 1 (1992)
- Underground Resistance - World 2 World (1992)
- Underground Resistance - Revolution For Change (1992)
- The Martian - Meet The Red Planet (1992)
- Davina - Don't You Want It (1992)
- Galaxy 2 Galaxy - Galaxy 2 Galaxy (double-maxi comportant les morceaux Hi-Tech Jazz (The Science), Hi-Tech Jazz (The Elements), Journey Of The Dragons, Star Sailing, Astral Apache,Deep Space 9, Rhythm Of Infinity, Metamorphosis) (1993)
- The Martian - Cosmic Movement / Star Dancer (Red Planet) (1993)
- The Martian - Journey To The Martian Polar Cap (Red Planet) (1993)
- The Martian - Sex In Zero Gravity (Red Planet) (1993)
- The Martian - The Long Winter Of Mars (Red Planet) (1994)
- Members Of The House - Party Of The Year (1994)
- The Martian - Ghostdancer (1995)
- L'Homme Van Renn - The (Real) Love Thang (1995)
- The Martian - Firekeeper / Vortexual Conceptions (1996)
- The Martian - Particle Shower / The Voice Of Grandmother (1996)
- L'Homme Van Renn - Luv + Affection (1996)
- UR - The Hostile / Ambush (1997)
- UR - Codebreaker (1997)
- UR - Radioactive Rhythms (1997)
- UR - The Turning Point (1997)
- UR - Millennium To Millennium (2001)
- UR - Inspiration / Transition (2002)
- UR - Illuminator (2002)
- UR - The Analog Assassin (2002)
- UR - Actuator (2003)
- The Martian - Pipecarrier (2003)
- The Martian - Tobacco Ties / Spacewalker (2003)
- Perception & Mad Mike - Windchime (Underground Resistance, 2004)
- UR - My Ya Ya (2004)
- The Martian - The Last Stand EP (2004)
- UR Presents Galaxy 2 Galaxy - A Hi-Tech Jazz Compilation (2005)
- Mad Mike - Scalper (Underground Resistance, 2005)
- Mad Mike - Attack Of The Sonic Samurai (Somewhere In Detroit, 2006)
- 040 - Never (Underground Resistance, 2006)
- Mad Mike - Hi-Tech Dreams / Lo-Tech Reality (Underground Resistance, 2007)
- X-102 - Rediscovers The Rings Of Saturn (Tresor, 2008)